# 天川ユースホステル
天の川ユースホステル（てんのかわユースホステル）は日本ユースホステル協会に加盟していた奈良県のユースホステル。旧天川ユースホステル

## 概要
2003年7月15日に開設。2015年2月20日付を以って日本ユースホステル協会との契約を終了した。以後は宿泊施設『フィールドアドベンチャーハウス』として営業を続けている。